# Підданство
Піддáнство — правовий зв'язок між фізичною особою і певною державою з монархічною формою правління. Звідси термін підданий має значення громадянин, і є синонімом терміна обиватель.

## Різновиди
Розрізняють поняття «громадянство» і «підданство». Підданство раніше було характерним для більшості держав із монархічною формою правління. У XXI столітті в переважній більшості монархій унаслідок проведеної політики обмеження монархічної влади та демократизації суспільства інститут громадянства цілком замінив собою інститут підданства. Якщо, як зазначалося, під підданством розуміється зв'язок фізичної особи з монархом (і, відповідно інститутами корони), то під громадянством розуміється більш широкий зв'язок безпосередньо з державою, а не його главою.

## Трактування
У інших мовах зазначені терміни можуть позначатися одним словом. Так, під англійським «citizenship», залежно від контексту, може розумітися, як громадянство, так і підданство. Водночас іноземні мови можуть володіти специфічним поділом видів громадянства, які відсутні в українській мові: наприклад, англійське «citizenship» (у більшості випадків більш вузьке поняття) і «nationality» (як правило, більш широке поняття). При цьому поділ понять на широке і вузьке не універсальне і може пояснюватися історико-політичними особливостями розвитку тієї чи іншої країни (наприклад, громадянин Великої Британії — «British citizen», під категорію «British nationals» потрапляють особи, які входять у категорію «British citizen», громадяни держав  Співдружності і британські піддані; водночас для широкого терміна «Громадянство Європейського Союзу» застосовується термін «citizenship»).